# Elezioni comunali nel Lazio del 2004
Le elezioni comunali nel Lazio del 2004 si tennero il 12 e 13 giugno (con ballottaggio il 27 e 28 giugno). 

## Roma

### Ardea
| Candidati e Liste                    | Voti   | %      | Seggi |
| ------------------------------------ | ------ | ------ | ----- |
| Carlo Eufemi                         | 8.457  | 42,58  | -     |
| Forza Italia                         | 3.442  | 18,48  | 5     |
| Alleanza Nazionale                   | 2.924  | 15,70  | 5     |
| Unione di Centro                     | 1.033  | 5,55   | 1     |
| Centro Democratico                   | 963    | 3,80   | -     |
| Fiamma Tricolore-Altri               | 86     | 0,46   | -     |
| Tiziana Bartolini                    | 4.426  | 22,39  | 1     |
| Alleanza Ardeatina                   | 1.151  | 6,18   | 1     |
| Socialisti Democratici Italiani      | 881    | 4,73   | 1     |
| Lista Civica Arcobaleno              | 715    | 3,84   | 1     |
| Comunisti Italiani                   | 688    | 3,69   | -     |
| Federazione dei Verdi                | 671    | 3,60   | -     |
| Mauro Giordani                       | 3.124  | 15,80  | 1     |
| Lista Civica Mauro Giordani          | 2.156  | 11,58  | 1     |
| La Giovane Ardea                     | 349    | 1,87   | -     |
| Valtere Roviglioni                   | 2.800  | 14,16  | 1     |
| La Margherita                        | 1.069  | 5,74   | 1     |
| Partito della Rifondazione Comunista | 526    | 2,82   | -     |
| UDEUR                                | 371    | 1,99   | -     |
| Roviglioni per Ardea                 | 342    | 1,84   | -     |
| Lista Di Pietro - Occhetto           | 237    | 1,27   | -     |
| LiberArdea                           | 107    | 0,57   | -     |
| Giancarlo De Angelis                 | 963    | 4,87   | -     |
| Democratici di Sinistra              | 915    | 4,91   | -     |
| Totale alle liste                    | 18.626 | 100,00 | 17    |
| TOTALE                               | 19.770 | 100,00 | 20    |

### Colleferro
| Candidati e Liste                                      | Voti   | %     | Seggi |
| ------------------------------------------------------ | ------ | ----- | ----- |
| Silvano Moffa                                          | 7.305  | 50,64 | -     |
| Forza Italia                                           | 2.548  | 17,90 | 5     |
| Alleanza Nazionale                                     | 1.822  | 12,80 | 3     |
| Partito del Cuore                                      | 1.593  | 11,84 | 3     |
| Aria Nuova                                             | 500    | 3,51  | 1     |
| Unione di Centro                                       | 419    | 2,94  | -     |
| Nuovo PSI                                              | 241    | 1,69  | -     |
| Renzo Carella                                          | 5.022  | 34,82 | 1     |
| La Margherita                                          | 1.911  | 13,42 | 2     |
| Democratici di Sinistra                                | 1.591  | 11,18 | 2     |
| Lista Civica Per Colleferro                            | 831    | 5,84  | 1     |
| Rifondazione Comunista-Un'Altra Colleferro è Possibile | 428    | 3,01  | -     |
| Socialisti Democratici Italiani                        | 369    | 2,59  | -     |
| Massimo Guadagno                                       | 2.117  | 14,54 | 1     |
| UDEUR                                                  | 1.129  | 7,93  | 1     |
| Città Futura                                           | 330    | 2,32  | -     |
| La Campana                                             | 271    | 1,90  | -     |
| Comunisti Italiani                                     | 160    | 1,12  | -     |
| Totale alle liste                                      | 14.235 | 100   | 18    |
| TOTALE                                                 | 14.424 | 100   | 20    |

### Fonte Nuova
| Candidati e Liste               | Voti   | %     | Seggi |
| ------------------------------- | ------ | ----- | ----- |
| Giovanni Vittori                | 6.316  | 44,70 | -     |
| Democratici di Sinistra         | 2.394  | 18,09 | 6     |
| La Margherita                   | 1.141  | 8,62  | 2     |
| Socialisti Democratici Italiani | 1.052  | 7,95  | 2     |
| Crescere con Fonte Nuova        | 469    | 3,54  | 1     |
| Rifondazione Comunista          | 432    | 3,26  | 1     |
| UDEUR                           | 270    | 2,04  | -     |
| Comunisti Italiani              | 234    | 1,77  | -     |
| Graziano Di Buò                 | 3.509  | 24,83 | 1     |
| Alleanza Nazionale              | 3.041  | 22,98 | 4     |
| Carmelo Monaco                  | 1.512  | 10,70 | 1     |
| Forza Italia                    | 1.552  | 11,73 | 2     |
| Giovanni Richichi               | 789    | 5,58  | -     |
| Con Richichi per Fonte Nuova    | 716    | 5,41  | -     |
| Marco Mercante                  | 761    | 5,39  | -     |
| La Fonte                        | 609    | 4,60  | -     |
| Mercante Sindaco                | 142    | 1,07  | -     |
| Calisto Egidi                   | 642    | 4,54  | -     |
| Socialisti Uniti                | 482    | 3,64  | -     |
| Insieme per Fonte Nuova         | 129    | 0,97  | -     |
| Mario Pietro Evangelisti        | 385    | 2,72  | -     |
| Comitato Promotore              | 372    | 2,81  | -     |
| Franco Ciarrocchi               | 216    | 1,53  | -     |
| Insieme con Ciarrocchi          | 198    | 1,50  | -     |
| Totale alle liste               | 13.233 | 100   | 18    |
| TOTALE                          | 14.130 | 100   | 20    |

### Frascati
| Candidati e Liste               | Voti   | %     | Seggi |
| ------------------------------- | ------ | ----- | ----- |
| Francesco Paolo Posa            | 10.078 | 74,80 | -     |
| Lista Civica                    | 3.083  | 24,15 | 6     |
| La Margherita                   | 2.528  | 19,81 | 4     |
| Democratici di Sinistra         | 1.729  | 13,55 | 3     |
| Lista civica di centro-sinistra | 1.315  | 10,30 | 2     |
| Centro-sinistra                 | 935    | 7,33  | 1     |
| Mario Gori                      | 1.310  | 9,72  | 1     |
| Forza Italia                    | 1.305  | 10,22 | 1     |
| Bernardo Iodice                 | 1.108  | 8,22  | 1     |
| Alleanza Nazionale              | 1.023  | 8,01  | -     |
| Giacomo Cristofanelli           | 978    | 7,26  | 1     |
| Unione di Centro                | 846    | 6,33  | -     |
| Totale alle liste               | 12.764 | 100   | 17    |
| TOTALE                          | 13.474 | 100   | 20    |

### Monterotondo
| Candidati e Liste                     | Voti   | %     | Seggi |
| ------------------------------------- | ------ | ----- | ----- |
| Antonino Lupi                         | 12.999 | 59,58 | -     |
| Democratici di Sinistra               | 6.229  | 30,01 | 11    |
| La Margherita                         | 1.865  | 8,99  | 3     |
| Socialisti Democratici Italiani-UDEUR | 1.575  | 7,59  | 2     |
| Federazione dei Verdi                 | 1.444  | 6,96  | 2     |
| Comunisti Italiani                    | 919    | 4,43  | 1     |
| Lista Di Pietro - Occhetto            | 256    | 1,23  | -     |
| Donato D'Angelo                       | 6.334  | 29,03 | 1     |
| Alleanza Nazionale                    | 2.989  | 14,40 | 5     |
| Forza Italia                          | 2.171  | 10,46 | 3     |
| Lista Civica per D'Angelo             | 539    | 2,60  | -     |
| Unione di Centro                      | 221    | 1,06  | -     |
| Patto Segni-Scognamiglio              | 100    | 0,48  | 1     |
| Andrea Marino                         | 1.264  | 5,79  | 1     |
| Rifondazione Comunista                | 1.267  | 6,10  | -     |
| Aldo Natali                           | 848    | 3,89  | 1     |
| Insieme per Cambiare                  | 803    | 3,87  | -     |
| Rino Mancianti                        | 372    | 1,71  | -     |
| Nuovo PSI                             | 377    | 1,82  | -     |
| Totale alle liste                     | 20.755 | 100   | 27    |
| TOTALE                                | 21,817 | 100   | 30    |

### Palestrina
| Candidati e Liste               | Voti   | %     | Seggi |
| ------------------------------- | ------ | ----- | ----- |
| Rodolfo Lena                    | 5.061  | 39,97 | -     |
| La Margherita                   | 1.598  | 13,16 | 4     |
| Democratici di Sinistra         | 1.400  | 11,53 | 3     |
| UDEUR                           | 749    | 6,17  | 1     |
| Federazione dei Verdi-Altri     | 499    | 4,11  | 1     |
| Alleanza Prenestina             | 267    | 2,20  | -     |
| Rifondazione Comunista          | 207    | 1,70  | -     |
| Socialisti Democratici Italiani | 99     | 0,82  | -     |
| Lista Di Pietro - Occhetto      | 60     | 0,49  | -     |
| Mauro Mattogno                  | 5.192  | 41,00 | 1     |
| Alleanza Nazionale              | 1.602  | 13,19 | 2     |
| Forza Italia                    | 1.278  | 10,52 | 2     |
| Insieme per Palestrina          | 1.183  | 9,74  | 2     |
| Unione di Centro                | 812    | 6,68  | 1     |
| Lista Civica Carchitti          | 417    | 3,43  | -     |
| Danilo Puliti                   | 1.431  | 11,30 | 1     |
| Palestrina Viva                 | 1.201  | 9,89  | 2     |
| Onofrio Di Cola                 | 850    | 6,71  | -     |
| Comunisti Italiani              | 661    | 5,44  | -     |
| Marco Colantoni                 | 129    | 1,02  | -     |
| Forza Nuova                     | 114    | 0,94  | -     |
| Totale alle liste               | 12.147 | 100   | 18    |
| TOTALE                          | 12.663 | 100   | 20    |

### Velletri
| Candidati e Liste                                                            | Voti   | %      | Seggi |
| ---------------------------------------------------------------------------- | ------ | ------ | ----- |
| Bruno Cesaroni                                                               | 18.812 | 57,53  | -     |
| Alleanza Nazionale                                                           | 8.748  | 27,90  | 10    |
| Forza Italia                                                                 | 5.513  | 17,58  | 6     |
| Unione di Centro                                                             | 2.740  | 8,74   | 3     |
| Partito Repubblicano Italiano                                                | 841    | 2,68   | -     |
| Nuovo PSI                                                                    | 344    | 1,10   | -     |
| Patrizio Saraceni                                                            | 11.008 | 33,66  | 1     |
| Democratici di Sinistra                                                      | 6.639  | 21,17  | 7     |
| La Margherita                                                                | 1.325  | 4,23   | 1     |
| Saraceni Sindaco                                                             | 998    | 3,18   | 1     |
| Rifondazione Comunista                                                       | 603    | 1,92   | -     |
| Comunisti Italiani                                                           | 578    | 1,84   | -     |
| Repubblicani Europei                                                         | 320    | 1,02   | -     |
| Gianni Cerini                                                                | 1.114  | 3,41   | 1     |
| Rinascita Veliterna                                                          | 702    | 2,24   | -     |
| Patto Segni-Scognamiglio                                                     | 348    | 1,11   | -     |
| Angelo Palladino                                                             | 593    | 1,81   | -     |
| Lista Primavera Palladino (Lista Di Pietro - Occhetto-Federazione dei Verdi) | 476    | 1,52   | -     |
| Nello Fabei                                                                  | 436    | 1,33   | -     |
| Socialisti Uniti                                                             | 469    | 1,50   | -     |
| Marcello Mammuccari                                                          | 420    | 1,28   | -     |
| Fiamma Tricolore                                                             | 380    | 1,21   | -     |
| Sandro Sambucci                                                              | 317    | 0,97   | -     |
| Cristiani Europei                                                            | 333    | 1,06   | -     |
| Totale alle liste                                                            | 31.357 | 100,00 | 28    |
| TOTALE                                                                       | 32.700 | 100,00 | 30    |

## Frosinone

### Veroli
| Candidati e Liste                | Voti   | %     | Seggi |
| -------------------------------- | ------ | ----- | ----- |
| Giuseppe D'Onorio                | 6.663  | 49,54 | -     |
| Democratici di Sinistra          | 2.114  | 15,62 | 4     |
| Uniti per Veroli                 | 1.604  | 11,85 | 3     |
| Lista civica di centro-sinistra  | 969    | 7,16  | 2     |
| Socialisti Democratici Italiani  | 847    | 6,26  | 2     |
| La Margherita                    | 626    | 4,63  | 1     |
| Lista civica di centro-sinistra  | 330    | 2,44  | -     |
| Comunisti Italiani-Lista Civica  | 250    | 1,85  | -     |
| Bruno Fraja                      | 4.681  | 34,80 | 1     |
| Alleanza Nazionale               | 1.524  | 11,26 | 2     |
| Unione di Centro                 | 1.437  | 10,62 | 2     |
| Forza Italia                     | 1.354  | 10,00 | 1     |
| Lista Civica                     | 358    | 2,65  | -     |
| Giampiero Rotondo                | 1.098  | 8,16  | 1     |
| Lista Civica                     | 1.177  | 8,70  | -     |
| Paolo De Simone                  | 1.009  | 7,50  | 1     |
| Rifondazione Comunista           | 512    | 3,78  | -     |
| Lista Di Pietro - Occhetto-Altri | 218    | 1,61  | -     |
| Lista Civica                     | 214    | 1,58  | -     |
| Totale alle liste                | 13.534 | 100   | 17    |
| TOTALE                           | 13.451 | 100   | 20    |

## Latina

### Cisterna di Latina
| Candidati e Liste                                                   | Voti   | %     | Seggi |
| ------------------------------------------------------------------- | ------ | ----- | ----- |
| Mauro Carturan                                                      | 7.204  | 32,92 | -     |
| Unione di Centro                                                    | 2.755  | 13,49 | 8     |
| Nuovo PSI                                                           | 983    | 4,81  | 1     |
| Con la Città per la Città                                           | 890    | 4,36  | 2     |
| Provincia Condivisa                                                 | 795    | 3,89  | 2     |
| Lista Civica per Doganella                                          | 750    | 3,67  | 2     |
| Noi il Centro per Carturan                                          | 564    | 2,76  | 1     |
| Uniti si Può                                                        | 224    | 1,10  | -     |
| Francesco Maggiacomo                                                | 7.726  | 35,30 | 1     |
| Alleanza Nazionale                                                  | 3.086  | 15,11 | 3     |
| Forza Italia                                                        | 2.294  | 11,23 | 2     |
| Cisterna Migliore Maggiacomo Sindaco                                | 878    | 4,30  | 1     |
| Patto Segni-Scognamiglio                                            | 564    | 2,76  | -     |
| Corrente Nuova                                                      | 213    | 1,04  | -     |
| Domenico Capitani                                                   | 4.321  | 19,75 | 1     |
| La Margherita                                                       | 1.844  | 9,03  | 2     |
| Democratici di Sinistra                                             | 1.116  | 5,46  | 1     |
| UDEUR                                                               | 512    | 2,51  | -     |
| Movimento Democratico                                               | 444    | 2,17  | -     |
| Lista Di Pietro - Occhetto                                          | 266    | 1,30  | -     |
| Comunisti Italiani                                                  | 122    | 0,60  | -     |
| Lista Consumatori                                                   | 35     | 0,17  | -     |
| Valentino Mantini                                                   | 2.277  | 10,40 | 1     |
| Amo Cisterna (Socialisti Democratici Italiani-Repubblicani Europei) | 995    | 4,87  | -     |
| Rifondazione Comunista                                              | 535    | 2,62  | -     |
| Federazione dei Verdi                                               | 287    | 1,41  | -     |
| Angelo Trapella                                                     | 218    | 1,00  | -     |
| Buona Amministrazione per Cisterna                                  | 160    | 0,78  | -     |
| Quinto Mariani                                                      | 138    | 0,63  | -     |
| Alternativa Sociale                                                 | 111    | 0,54  | -     |
| Totale alle liste                                                   | 20.423 | 100   | 27    |
| TOTALE                                                              | 21.884 | 100   | 30    |

## Viterbo

### Viterbo
| Candidati e Liste                                        | Voti   | %     | Seggi |
| -------------------------------------------------------- | ------ | ----- | ----- |
| Giancarlo Gabbianelli                                    | 23.429 | 56,92 | -     |
| Forza Italia                                             | 11.086 | 27,83 | 12    |
| Alleanza Nazionale                                       | 9.536  | 23,94 | 10    |
| Unione dei Democratici Cristiani e Democratici di Centro | 2.680  | 6,73  | 3     |
| Nuovo PSI                                                | 333    | 0,84  | -     |
| Severo Bruno                                             | 15.365 | 37,33 | 1     |
| Democratici di Sinistra                                  | 4.868  | 12,22 | 5     |
| La Margherita                                            | 4.799  | 12,05 | 5     |
| Bruno per Viterbo                                        | 2.122  | 5,33  | 2     |
| Partito della Rifondazione Comunista                     | 1.796  | 4,51  | 2     |
| Partito dei Comunisti Italiani                           | 235    | 0,59  | -     |
| Federazione dei Verdi                                    | 224    | 0,56  | -     |
| Italia dei Valori                                        | 133    | 0,33  | -     |
| Ferdinando Signorelli                                    | 1.070  | 2,60  | -     |
| Lista Signorelli                                         | 773    | 1,94  | -     |
| Regino Brachetti                                         | 923    | 2,24  | -     |
| Alleanza Popolare - UDEUR                                | 914    | 2,29  | -     |
| Giuseppe Salomone                                        | 376    | 0,91  | -     |
| Fiamma Tricolore                                         | 336    | 0,84  | -     |
| Totale alle liste                                        | 39.835 | 100   | 39    |
| TOTALE                                                   | 41.163 | 100   | 40    |

### Civita Castellana
| Candidati e Liste              | Voti   | %     | Seggi |
| ------------------------------ | ------ | ----- | ----- |
| Massimo Giampieri              | 4.099  | 40,39 | -     |
| Alleanza Nazionale             | 1.677  | 18,68 | 6     |
| Forza Italia                   | 1.459  | 16,25 | 5     |
| Unione di Centro               | 518    | 5,77  | 1     |
| Paola Amicucci                 | 2.605  | 25,67 | 1     |
| Uniti per Civita Castellana    | 1.715  | 19,10 | 3     |
| Partito dei Comunisti Italiani | 576    | 6,42  | 1     |
| Giandomenico Messina           | 2.127  | 20,96 | 1     |
| Rifondazione Comunista         | 1.337  | 14,89 | 1     |
| La Margherita                  | 668    | 7,44  | -     |
| Domenico Parroccini            | 1.318  | 12,99 | 1     |
| Civita Domani                  | 358    | 3,99  | -     |
| Civita Felice                  | 308    | 3,43  | -     |
| UDEUR                          | 261    | 2,91  | -     |
| Italia dei Valori              | 100    | 1,11  | -     |
| Totale alle liste              | 8.977  | 100   | 17    |
| TOTALE                         | 10.149 | 100   | 20    |